# Amusement Trades Exhibition International
Amusement Trades Exhibition International, plus simplement appelé ATEI est un salon britannique d'exposition du monde de l'arcade. Organisé par le BACTA, il a lieu tous les ans en début d'année. Il était le plus grand salon britannique jusqu'ici, mais en 2010, lui succède l'European Amusement and Gaming Expo (EAG ou EAG expo), la plupart des participants importants (Sega, Namco, Konami, etc.) se produisant dans ce nouveau salon, à partir de 2010.